# All the World's a Stage

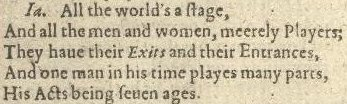
"All the world's a stage" tiré du Premier Folio de Shakespeare

Pour l'album de Rush, voir All the World's a Stage (album)
All the world's a stage est le début d'un monologue de la pièce Comme il vous plaira (As You Like It) de Shakespeare récité par Jacques (acte II scène VII ligne 139). Ce texte compare la vie à un jeu théâtral et répertorie les sept étapes de la vie. C'est l'un des passages les plus souvent cités de l'œuvre de Shakespeare.

## Origine

### Les étapes de la vie

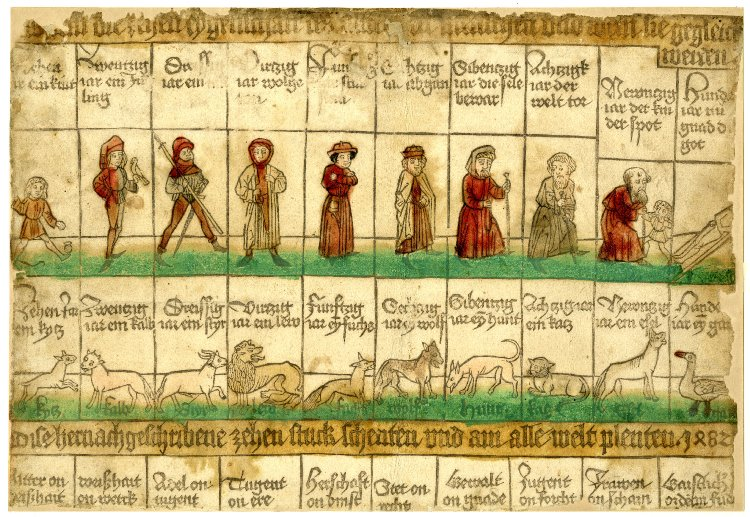
Une tapisserie allemande de 1482 détaillant dix étapes de la vie

La division de la vie humaine en une série d'âges était courante dans l'art et dans la littérature du XVIe siècle. Le nombre d'âges variait: entre trois et quatre âges était la division la plus courante parmi les écrivains antique tels qu'Aristote[réf. nécessaire]. La division en sept âges dérive quant à elle de la philosophie médiévale, qui a communément construit des "groupes de sept", comme les sept péchés capitaux, pour des raisons théologiques. Ce modèle à sept âges daterait précisément du XIIe siècle.

### Le monde en tant que scène de théâtre

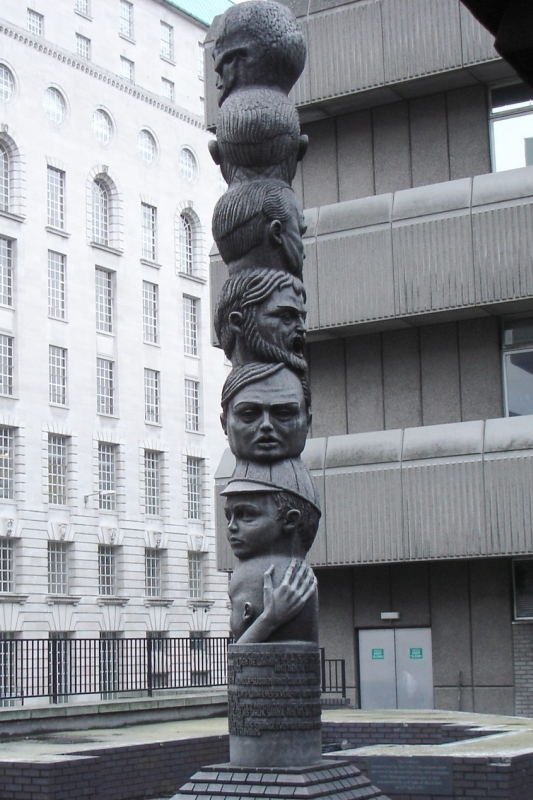
Sculpture représentant les sept étapes de la vie à Londres

La comparaison du monde à une scène et des humains à des acteurs est antérieure à Shakespeare. La pièce de Richard Edwards, Damon et Pythie, écrite l'année de la naissance de Shakespeare en 1564, contient les phrases suivantes: « Pythagore a dit que ce monde était comme une scène, sur laquelle beaucoup jouent leurs rôles; le spectateur, le sage ». Une origine possible de cette devise est potentiellement la phrase « quod fere totus mundus exercet histrionem » (car presque le monde entier est acteur) attribué à Pétrone, qui avait une forte popularité en Angleterre à l'époque.
Le théâtre fondé par Shakespeare en 1599, le théâtre du Globe, aurait potentiellement utilisé la devise « Totus mundus agit histrionem » (Le monde est un théâtre), dont le texte latin est dérivé d'un traité du XIIe siècle. Shakespeare, dans son ouvrage antérieur Le Marchand de Venise, avait déjà un de ses personnages principaux, Antonio, comparer le monde à une scène: 
"Je possède le monde, mais le monde, Gratiano;
(Est) une scène où chaque homme doit jouer un rôle,
Et le mien est tragique." — Acte I, scène I

## Texte et traduction
| Texte original | Traduction |
| --- | --- |
| All the world's a stage, And all the men and women merely Players; They have their exits and their entrances, And one man in his time plays many parts, His Acts being seven ages. At first, the infant, Mewling and puking in the nurse's arms. Then the whining schoolboy, with his satchel And shining morning face, creeping like snail Unwillingly to school. And then the lover, Sighing like furnace, with a woeful ballad Made to his mistress' eyebrow. Then a soldier, Full of strange oaths and bearded like the pard, Jealous in honor, sudden and quick in quarrel, Seeking the bubble reputation Even in the cannon's mouth. And then the justice, In fair round belly with good capon lined, With eyes severe and beard of formal cut, Full of wise saws and modern instances; And so he plays his part. The sixth age shifts Into the lean and slippered pantaloon, With spectacles on nose and pouch on side; His youthful hose, well saved, a world too wide For his shrunk shank, and his big manly voice, Turning again toward childish treble, pipes And whistles in his sound. Last scene of all, That ends this strange eventful history, Is second childishness and mere oblivion, Sans teeth, sans eyes, sans taste, sans everything. | Le monde entier est un théâtre, Et les hommes et les femmes ne sont que des acteurs ; Ils ont leurs entrées et leurs sorties. Un homme, dans le cours de sa vie, joue différents rôles ; Et les actes de la pièce sont les sept âges. Dans le premier, c’est l’enfant, Vagissant, bavant dans les bras de sa nourrice. Ensuite l’écolier, toujours en pleurs, avec son frais visage du matin Et son petit sac, rampe, comme le limaçon, À contrecœur jusqu’ à l’école. Puis vient l’amoureux, Qui soupire comme une fournaise et chante une ballade plaintive Qu’il a adressée au sourcil de sa maîtresse. Puis le soldat, Prodigue de jurements étranges et barbu comme le léopard, Jaloux sur le point d’honneur, emporté, toujours prêt à se quereller, Cherchant la renommée, cette bulle de savon, jusque dans la bouche du canon. Après lui, c’est le juge , Au ventre arrondi, garni d’un bon chapon, L’œil sévère, la barbe taillée d’une forme grave ; Il abonde en vieilles sentences, en maximes vulgaires ; Et c’est ainsi qu’il joue son rôle. Le sixième âge offre un maigre pantalon Avec des lunettes sur le nez et une poche de côté : les bas bien conservés De sa jeunesse se trouvent maintenant beaucoup trop vastes Pour sa jambe ratatinée ; sa voix, jadis forte et mâle, Revient au fausset de l’enfance, Et ne fait plus que siffler d’un ton aigre et grêle. Enfin le septième et dernier âge Vient unir cette histoire pleine d’étranges événements ; C’est la seconde enfance, état d’oubli profond Où l’homme se trouve sans dents, sans yeux, sans goût, sans rien. |

## Dans d'autres œuvres
Plusieurs œuvres font référence à ce passage, entre autres :
- All the World's a Stage, 1910, film réalisé par Harry Solter ;
- All the World's a Stage, 1915, film réalisé par Frank Wilson ;
- All the World's a Stage, 1917, film réalisé par Harold Weston ;
- All the World's a Stage, album du groupe Rush.
- Dans l'épisode 6 de la série Espion à l'ancienne (2024), le personnage principal Charles Nieuwendyk interprété par Ted Danson lit le monologue dans son intégralité, lors de funéraille de l'amie qui l'avait aidé à l'apprendre.

## Voir également
- Theatrum mundi